# Santax
Cyclecars Le Santax war ein französischer Hersteller von Automobilen.

## Unternehmensgeschichte
Das Unternehmen aus Paris begann 1922 mit der Produktion von Automobilen. Der Markenname lautete Santax. 1926 endete die Produktion.

## Fahrzeuge
- Das erste Modell war ein Cyclecar.[1][2] Für den Antrieb sorgte ein Einzylinder-Zweitaktmotor mit 125 cm³ Hubraum.[1] Aufgrund des geringen Hubraums war das Fahrzeug von der Kraftfahrzeugsteuer befreit, und es durfte ohne Führerschein gefahren werden.[1]
- Daneben gab es ein Cyclecar mit luftgekühltem Einzylinder-Zweitakt-Motor, Bohrung × Hub 76 × 76 mm, 345 cm³ Hubraum, Radstand 1,93 m. Es kostere 4850 Franc[3].
- 1925 folgte ein größeres Modell. Es hatte eine Einzylindermotor mit 492 cm³ Hubraum (Bohrung × Hub 85 × 87 mm), einen Radstand von 2,10 m,[4] und ein Dreiganggetriebe.[1] Der Neupreis betrug lediglich 5300 Französische Franc, einem Drittel des Preises eines Citroën Typ C.[1]
- Daneben wird mit gleichem Radstand ein Zweizylindermodell mit Zweitaktmotor und 481 cm³ Hubraum (Bohrung × Hub 60 × 85 mm) erwähnt.